# Daniel McCutchen
Daniel Thomas McCutchen (né le 26 septembre 1982 à McKinney, Texas, États-Unis) est un lanceur droitier de baseball évoluant en Ligue majeure. En 2015, il est présentement sous contrat avec les Padres de San Diego.

## Carrière
Après des études secondaires à la Norman High School de Norman (Oklahoma) où il s'illustre en baseball et en football américain, Daniel McCutchen suit des études supérieures à l'Université de Central Oklahoma puis à l'Université d'Oklahoma. Il porte les couleurs des Oklahoma Sooners de 2004 à 2006 et bat le record des retraits sur des prises en carrière des Sooners.  
Déjé drafté trois fois, en 2003 par les Yankees, 2004 par les Rays et 2005 par les Cardinals, McCutchen rejoint les rangs professionnels à l'issue de la draft du 6 juin 2006 au cours de laquelle il est sélectionné par les Yankees de New York au treizième tour. Il signe son premier contrat professionnel le 16 juin 2006. 

### Pirates de Pittsburgh
Encore joueur de Ligues mineures, il est transféré chez les Pirates de Pittsburgh le 26 juillet 2008 à l'occasion d'un échange impliquant plusieurs joueurs. Avec Ross Ohlendorf, Jeff Karstens et José Tábata, il fait partie des quatre joueurs échangés le 26 juillet 2008 par les Yankees aux Pirates de Pittsburgh en retour de Xavier Nady et Damaso Marte.

#### Saison 2009
McCutchen fait ses débuts dans les Ligue majeure dans l'uniforme des Pirates le 31 août 2009, amorçant un match au monticule contre les Reds de Cincinnati. Il effectue six départs avant la fin de la saison, terminant avec un dossier de 1-2 et une moyenne de points mérités de 4,21. Il remporte sa première victoire dans les majeures contre les Reds le 2 octobre.

#### Saison 2010
Il amorce la saison 2010 dans la rotation de lanceurs partants des Pirates puis devient releveur à partir du mois d'août. Il apparaît dans 28 parties, dont 19 comme releveur. Sa moyenne de points mérités est très élevée (6,12) en 67 manches et deux tiers lancées avec une fiche victoires-défaites de 2-5.

#### Saison 2011
McCutchen lance exclusivement en relève en 2011 et se rôle lui sied mieux. Envoyé au monticule dans 72 parties, il totalise 84 manches et deux tiers de travail et présente une moyenne de 3,72 points mérités par partie avec cinq victoires et trois défaites.

#### Saison 2012
En 2012, McCutchen apparaît dans 72 parties des Pirates, chaque fois en relève. Il maintient sa meilleure moyenne de points mérités en une saison, soit 3,72 en 84 manches et deux tiers lancées, avec 5 victoires et 3 défaites.

### Orioles de Baltimore

#### Saison 2013
En novembre 2012, McCutchen rejoint les Orioles de Baltimore. Il est cependant renvoyé du camp d'entraînement de l'équipe après avoir échoué un test de dépistage de drogue. Il passe une bonne partie de l'année 2013 à purger une suspension de 50 matchs pour avoir contrevenu à la politique de la ligue sur les drogues, puis s'aligne avec des clubs des ligues mineures affiliés aux Orioles sans jouer pour Baltimore.

### Rangers du Texas
Le 20 décembre 2013, McCutchen signe un contrat des ligues mineures avec les Rangers du Texas. Il n'apparaît que dans un match des Rangers en 2014.
En 2015, McCutchen joue en ligues mineures dans l'organisation des Padres de San Diego.

## Statistiques
| Saison | Équipe     | G  | GS | CG | SHO | V | D | SV | IP    | SO | ERA  |
| ------ | ---------- | -- | -- | -- | --- | - | - | -- | ----- | -- | ---- |
| 2009   | Pittsburgh | 6  | 6  | 0  | 0   | 1 | 2 | 0  | 36.1  | 19 | 4,21 |
| 2010   | Pittsburgh | 28 | 9  | 0  | 0   | 2 | 5 | 0  | 67.2  | 38 | 6,12 |
| Totaux | Totaux     | 34 | 15 | 0  | 0   | 3 | 7 | 0  | 104.0 | 57 | 5,45 |

Note : G = Matches joués ; GS = Matches comme lanceur partant ; CG = Matches complets ; SHO = Blanchissages ; 
V = Victoires ; D = Défaites ; SV = Sauvetages ; IP = Manches lancées ; SO = Retraits sur des prises ; ERA = Moyenne de points mérités.